# Ataque à embaixada da Arábia Saudita em Cartum
O ataque à embaixada da Arábia Saudita em Cartum foi uma operação terrorista realizada na capital do Sudão por membros da Organização Setembro Negro, em 1973, que mantiveram dez pessoas como reféns. Após a declaração do presidente dos Estados Unidos Richard Nixon de que se recusaria a negociar com terroristas e que "nenhuma concessão" seria feita, três destes reféns foram assassinados.

## Reféns
Em 1 de março de 1973, a embaixada saudita em Cartum estava oferecendo uma recepção formal, e George Curtis Moore, encarregado de negócios da embaixada dos Estados Unidos, era o convidado de honra, já que estava prestes a ser transferido de seu cargo. Militantes palestinos armados invadiram o local e tomaram Curtis e outras pessoas como reféns.
Os oito homens, vestindo máscaras, pertenciam à Organização Setembro Negro, e entraram no prédio disparando tiros no ar. Os reféns eram:
- Cleo A. Noel, Jr., embaixador americano no Sudão
- Xeque Abdullah al Malhouk, embaixador saudita no Sudão
  - Esposa do xeque Abdullah al Malhouk
  - Quatro filhos de Malhouk
- George Curtis Moore, vice-chefe da missão americana no Sudão
- Guy Eid, chargé d'affaires belga no Sudão
- Adli al Nasser, encarregado de negócios jordaniano no Sudão

## Exigências e negociações
Na manhã seguinte à invasão, os militantes exigiram a libertação de diversos palestinos presos em Israel, bem como membros do Grupo Baader-Meinhof. Estas exigências, no entanto, foram revisadas posteriormente, limitando-se a 90 militantes árabes presos pelo governo da Jordânia, que deveriam ser libertos em 24 horas.
Numa conferência de imprensa realizada em 2 de março, o presidente americano Richard Nixon afirmou que o seu país "não seria extorquido". Os negociadores americanos pareciam confusos acerca de como responder às exigências feitas pelos sequestradores, e Nixon parecia acreditar que os militantes se renderiam, em troca de um salvo-conduto, como havia acontecido um ano antes com os militantes que invadiram a embaixada israelense em Bangkok.
Depois de doze horas, os sequestradores anunciaram que haviam matado Noel, Moore e Eid, os três diplomatas ocidentais que estavam sob sua custódia. Exigiam um avião para levá-los, juntamente com os reféns, para os Estados Unidos — o que foi rejeitado pelos governos do Sudão e dos EUA.
O governo sudanês deu sequência às negociações com os militantes, e após três dias os reféns restantes foram liberados, e os sequestradores se renderam às autoridades.

## Julgamentos e condenações
Em outubro de 1973, as acusações contra dois dos militantes foram rejeitadas por falta de provas. Um tribunal começou então a julgar os seis restantes, em junho do ano seguinte, e condenou-os à prisão perpétua — uma sentença que posteriormente foi reduzida para sete anos. O governo dos Estados Unidos tentou, sem sucesso, intervir junto ao governo sudanês para obter a pena de morte.
O presidente do Sudão, Gaafar Nimeiry, estava numa viagem oficial durante o incidente, e o condenou duramente ao retornar, declarando que os seus culpados deram como recompensa ao Sudão, que vinha sendo um refúgio pacífico para os palestinos, o distúrbio de sua paz interna. Nimeiry decidiu delegar a punição dos sequestradores aos seus compatriotas, e entregou os seis à custódia da Organização de Libertação da Palestina; no dia seguinte, a OLP enviou os seis para o Egito, onde cumpririam suas sentenças. Em protesto contra a ação do governo sudanês no caso, os Estados Unidos retiraram seu embaixador do país e paralisaram toda a assistência econômica ao país, em junho. O embaixador só retornou em novembro do mesmo ano, e a ajuda só voltou a ser fornecida em 1976.
Três dos militantes do Setembro Negro desapareceram do cativeiro no Egito, e nunca foram recapturados. Os três restantes serviram sua sentença até o fim.[carece de fontes?]
Os Estados Unidos também tentaram processar Yasser Arafat em território americano por seu papel no evento; John R. Bolton, no entanto, então Assistente do Protomor-Geral do Departamento de Justiça, em 1986, concluiu que o país não tinha jurisdição legal para julgá-lo, já que as leis estatutórias apropriadas ainda não estavam em vigor em 1973.